# آخوندک جنوبی
آخوندک جنوبی (پین‌یین: nán pài tángláng) - به کانتونی: نام (جنوب) پای (قبیله) تونگ لونگ (معنی تحت‌اللفظی: حشره پادشاه، ترجمه مرسوم: آخوندک) یک هنر رزمی سنتی چینی و از هنرهای رزمی متعلق به قوم هاکا است.
کونگ‌فوی آخوندک جنوبی به‌کلی با سبک هم‌نام آخوندک شمالی بی‌ارتباط است و از نظر تاریخی و فنی بیشتر با دیگر سبک‌های خانوادهٔ هاکا همچون کونگ‌فوی اژدها و باک مِی و در حد کمتری با سبک‌های خانوادهٔ فوجیان مانند درنای سفید فوجیان، پنج نیاکان و وینگ‌چون شباهت دارد.